# Dina Mann
 (avril 2015).
Dina Mann est un groupe composé de deux écrivaines françaises : Dina Vega et Isabelle Mannier. Ensemble, elles publient des romans abordant notamment l'homosexualité et la transidentité

## Biographies

### Dina Vega
Dina Vega est née le 1er mars 1980 à Aix-en-Provence. 

### Isabelle Mannier
Isabelle Mannier est née le 8 août 1965 à Moissac.

## Œuvres

### Romans
- Pour l'éternité, mais pas plus…, 2009
- Slogane-moi, 2010

### Nouvelles érotiques
- Polissonnes, 2010

### Web Saga
- Pétronille en Alsacie, 2011

## Récompenses
- 2010 : Prix République du Glamour (meilleur roman lesbien) pour Pour l'éternité, mais pas plus...